# Saccoloma sorbifolium
Saccoloma sorbifolium là một loài thực vật có mạch trong họ Dennstaedtiaceae. Loài này được (Sm.) H. Christ miêu tả khoa học đầu tiên năm 1897.